# Escrita uncial

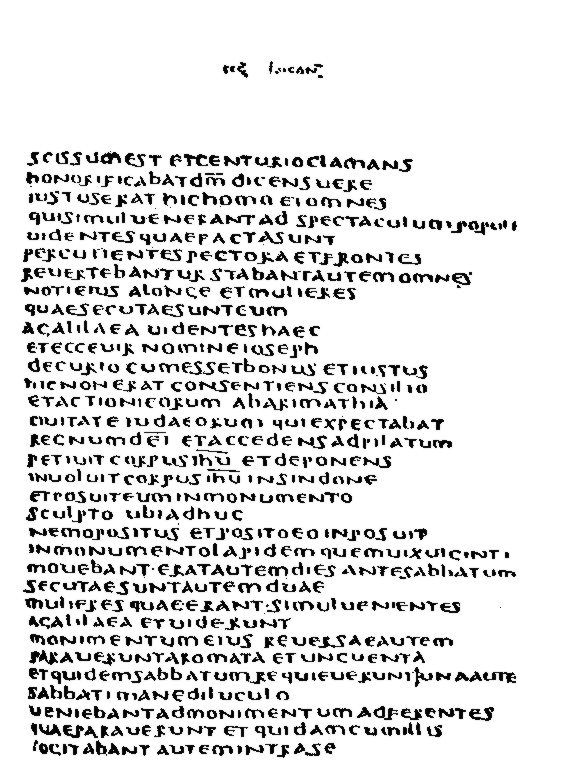
Uma amostra do texto latino do Codex Bezae.

Uncial é uma grafia particular dos alfabetos latino e grego, utilizada a partir do século III ao século VIII nos manuscritos, pelos amanuenses latinos e bizantinos. Posteriormente, do século VIII ao século XIII, foi usada sobretudo nos títulos, capítulos ou seções de livros, sendo gradativamente substituída pela minúscula carolina.
Constituía-se de letras grandes, arredondadas que, mesmo conservando a forma das maiúsculas, já prenunciavam as minúsculas carolinas. É por excelência a grafia dos codex adaptada à pena. Com  o advento da imprensa, desapareceu definitivamente do uso corrente.
Os manuscritos unciais (escritos em koiné maiúsculo) destacam-se em relação aos manuscritos na escrita cursiva (escritos em minúsculas) devido principalmente ao fato de serem mais antigos e portanto mais próximos dos originais “autógrafos”. Suas letras eram bem juntas umas das outras a fim de economizar espaço no pergaminho. Há pelo menos 170 porções de unciais  no Novo Testamento, sendo 44 delas escritas em folhas de pergaminho e não em rolos de papiro.
Os principais manuscritos gregos unciais são:
- Codex Athous Lavrensis (século VIII)
- Codex Coridethianus(século IX)
- Codex Sangallensis (século IX)
- Codex Porphyrianus (século IX)
- Codex Regius (c. século XI-XIII)
- Codex Petropolitanus Purpureus
- Codex Boreelianus (século IX)
- Codex Claromontanus
- Codex Sinaiticus (ALEF)
- Codex Alexandrinus (A)
- Codex Vaticanus (B)
- Codex Efraemi Rescriptus (C)
- Codex Bezae (D)
- Codex Washingtoniensis (W)